# Barranco
För andra betydelser, se Barranco (olika betydelser).

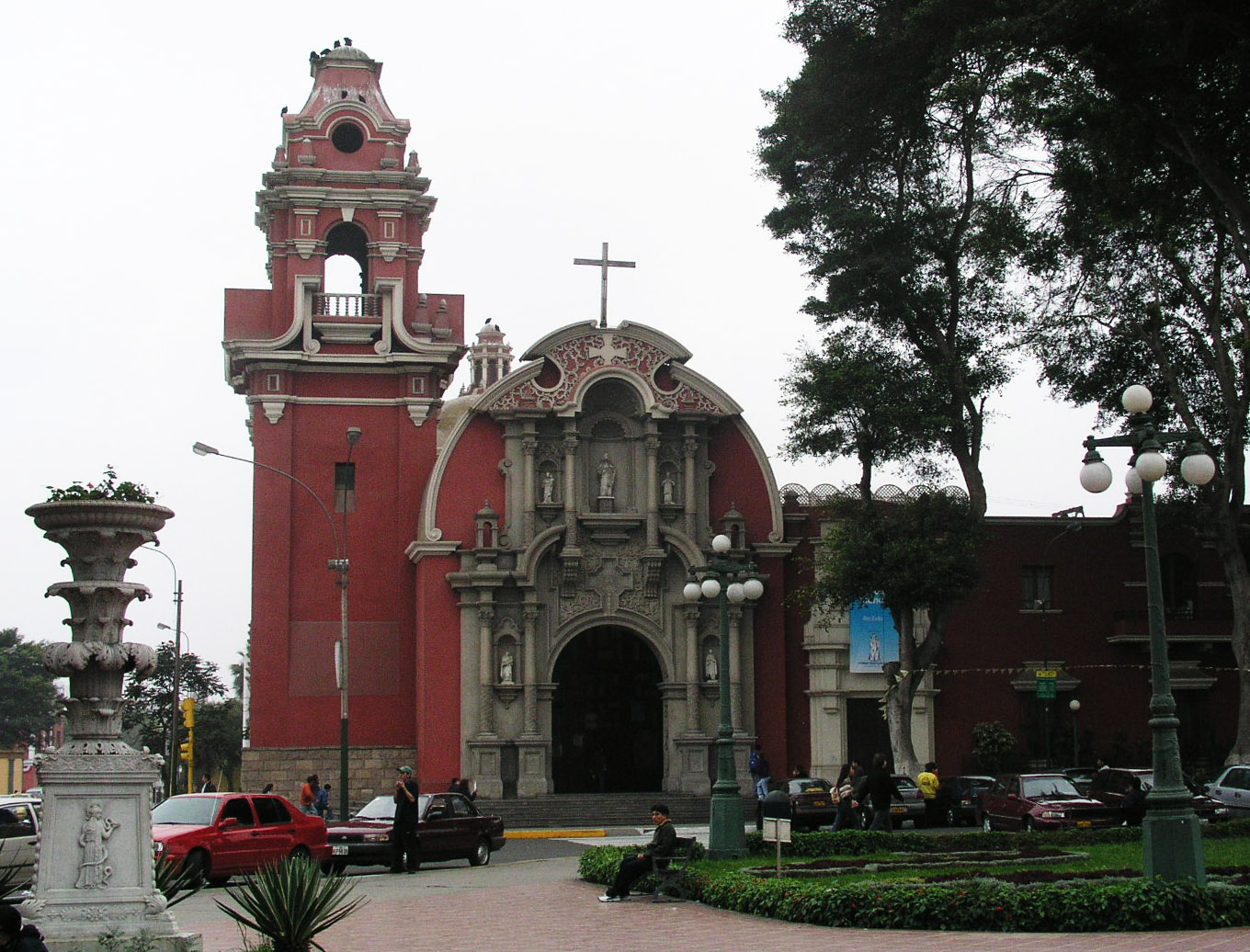
Kyrkan i Barranco

Barranco är ett av 43 distrikt i Perus huvudstad Lima.
Barranco är känt för att vara det distrikt i Lima som är mest romantiskt, bohemiskt och har ett rikt nattliv. På 1800-talet var det en badort för aristokratin. Hit, eller till granndistriktet Chorrillos kom man för att semestra. Med majestätiska hus i republikansk stil och sina blommande parker, gator och vägar, finns det många trivsamma platser med utsikt emot havet.
Klimatet är torrt, till skillnad från de andra distrikten i staden, där det är fuktigt. I denna del av staden finns otaliga restauranger där man dygnet runt kan njuta av det peruanska köket.
Söder om Barranco ligger Chorrillos och norr om ligger Miraflores. 

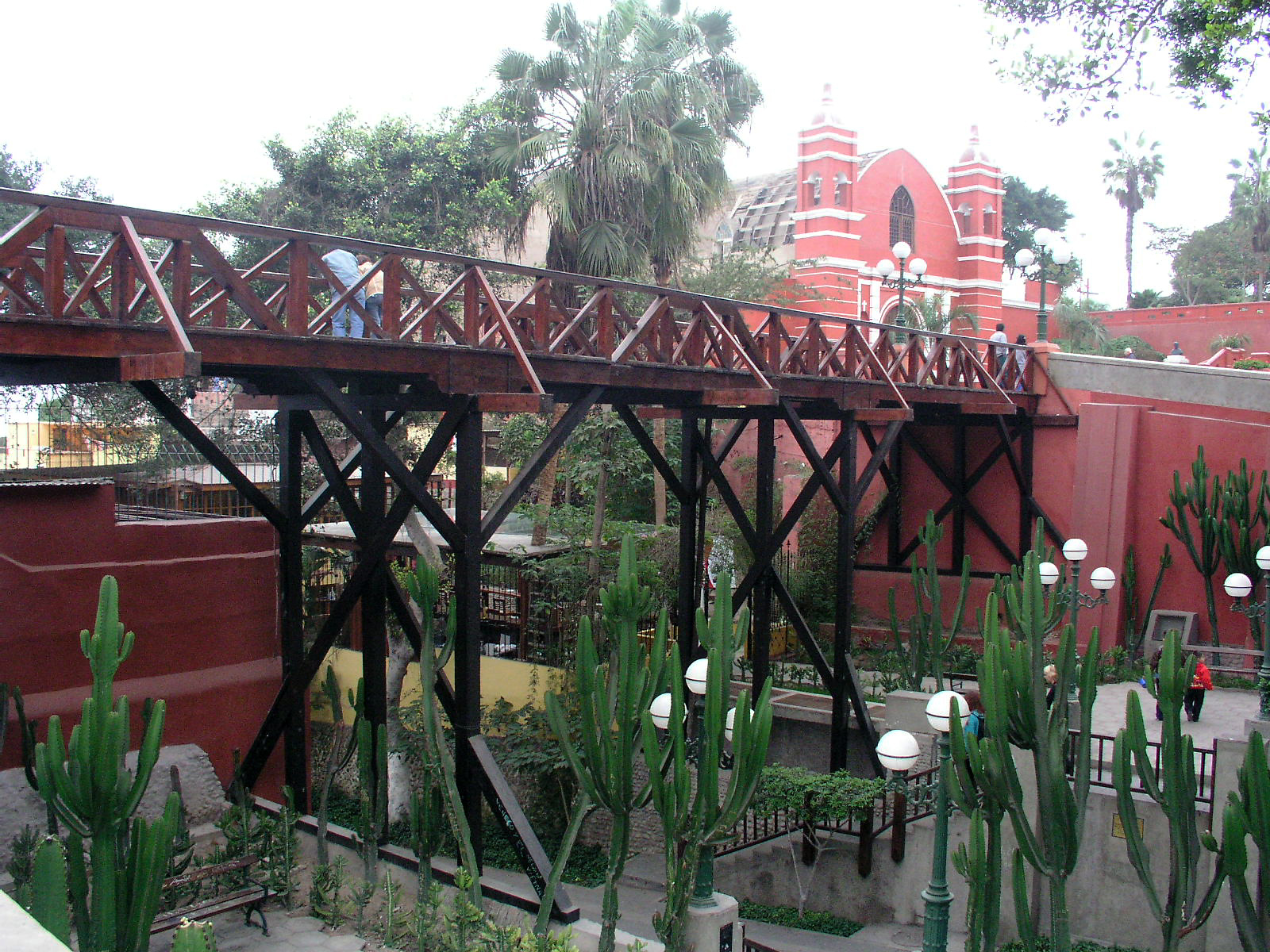
Puente de los suspiros/Suckarnas bro